# La Grand-Combe
La Grand-Combe este o comună în departamentul Gard din sudul Franței. În 2009 avea o populație de 5.150 de locuitori.

## Evoluția populației
| An        | 1975   | 1982  | 1990  | 1999  | 2006  | 2009  |
| --------- | ------ | ----- | ----- | ----- | ----- | ----- |
| Populație | 10.452 | 8.329 | 7.107 | 5.800 | 5.332 | 5.150 |